# Sphagnum cuspidatulum
Sphagnum cuspidatulum är en bladmossart som beskrevs av C. Müller 1874. Sphagnum cuspidatulum ingår i släktet vitmossor, och familjen Sphagnaceae. Inga underarter finns listade i Catalogue of Life.